# مجله اقتصاد
مجله اقتصاد یکی از مجلات علمی پیشرو در اقتصاد است که از طرف انجمن سلطنتی اقتصادی انگلیس برای نخستین بار توسط ویلی بلکول و به زبان انگلیسی در سال ۱۸۹۱ منتشر شد.
مجله اقتصاد یکی از قدیمی‌ترین مجلات اقتصادی است. این مجله برای اولین بار در سال ۱۸۹۱ منتشر شد "با هدف ترویج پیشرفت دانش اقتصادی".
در سال‌های ۱۹۱۱-۱۹۴۶ جان مینارد کینز ویراستار مجله اقتصاد بود پس از او جان فلمینگ از دانشگاه آکسفورد به مدیریت مسئول مجله اقتصاد در سال‌های ۱۹۷۶-۱۹۸۰ برگزیده شد. در حال حاضر، مجله اقتصاد متشکل از گروهی شامل آنتونیو سیسکونه از دانشگاه پومپئو فابرا، لئوناردو فلی از مدرسه اقتصاد لندن، استیو ماچین (ویرایشگر ویژه) از کالج  لندن، جرن استفن پیسچکه از مدرسهٔ اقتصاد لندن، و اندرو اسکات ویرایشگر (سردبیر) از مدرسه اقتصاد لندن،تدوین و منتشر می‌شود و تعداد دفعات چاپ آن به صورت سالانه ۸ مجله است.